# Shibata
Shibata (jap. 新発田市 Shibata-shi) – miasto w Japonii, w prefekturze Niigata, na wyspie Honsiu, nad rzeką Kaji.

## Położenie
Miasto leży w północnej części prefektury, nad rzeką Kaji. Miasto graniczy z:
- Agano
- Tainai
- Niigata
- Kitakata z prefektury Fukushima.

## Historia
Miasto utworzono 1 stycznia 1947 roku.

## Transport

### Kolejowy
Przez miasto przebiegają linie JR Uetsu oraz Hakushin, które krzyżują się na stacji Shibata pozostałe przystanki w mieście to: Sasaki, Nishishibata, Tsukioka, Nakaura, Kaji, Kanazuka.

### Drogowy
- Autostrada Nihonkai-Tohoku
- Drogi krajowe nr: 7, 113, 290, 460.

## Turystyka
- Ruiny zamku Shibata.

## Miasta partnerskie
- Stany Zjednoczone: Orange City